# عشبة القوى الكوتشية
عشبة القوى الكوتشية (الاسم العلمي:Potentilla kotschyana) هي نوع من النباتات تتبع جنس عشبة القوى من الفصيلة الوردية.